# Fokker B.I
Fokker B.I byl německý dvouplošník užívaný v první světové válce. Byly vyrobeny dvě verze tohoto letounu, M.7 a M.10E, které se lišily v některých parametrech.
Pod stejným označením Fokker B.I byl v roce 1922 uveden v Nizozemsku ve firmě Fokker do provozu hydroplán.

## Technické údaje
- Osádka: 2
- Motor: 1 x Oberursel U.0 rotační
- Výkon: 80 koní
- Vrtule: 1 x dřevěná dvoulistá
- Vlastní hmotnost: 380 kg
- Hmotnost vzletová: 679 kg
- Rozpětí: 11,7 m
- Délka: 8,0 m
- Výška: 2,95 m
- Nosná plocha: 26,0 m²
- Max. rychlost: 130 km/h
- Rychlost stoupání: 15 minut 30 sekund do 2000 m, 8 minut 1000 m